# 云叶兰
云叶兰（学名：Nephelaphyllum tenuiflorum）为兰科云叶兰属下的一个种。